# Elgaria cedrosensis
Espèce
Synonymes
- Gerrhonotus cedrosensis Fitch, 1934
- Elgaria paucicarinata cedrosensis (Fitch, 1934)

Elgaria cedrosensis est une espèce de sauriens de la famille des Anguidae.

## Répartition
Cette espèce est endémique de Basse-Californie au Mexique.

## Étymologie
Son nom d'espèce, composé de cedros et du suffixe latin -ensis, « qui vit dans, qui habite », lui a été donné en référence au lieu de sa découverte, l'île Cedros.

## Publication originale
- Fitch, 1934 : New alligator lizards from the Pacific Coast. Copeia, vol. 1934, p. 6-7.